# Journée du Guichet
La journée du Guichet est un épisode important de l'histoire de Port-Royal des Champs et du jansénisme.

## Une journée importante dans la vie de Jacqueline Arnauld

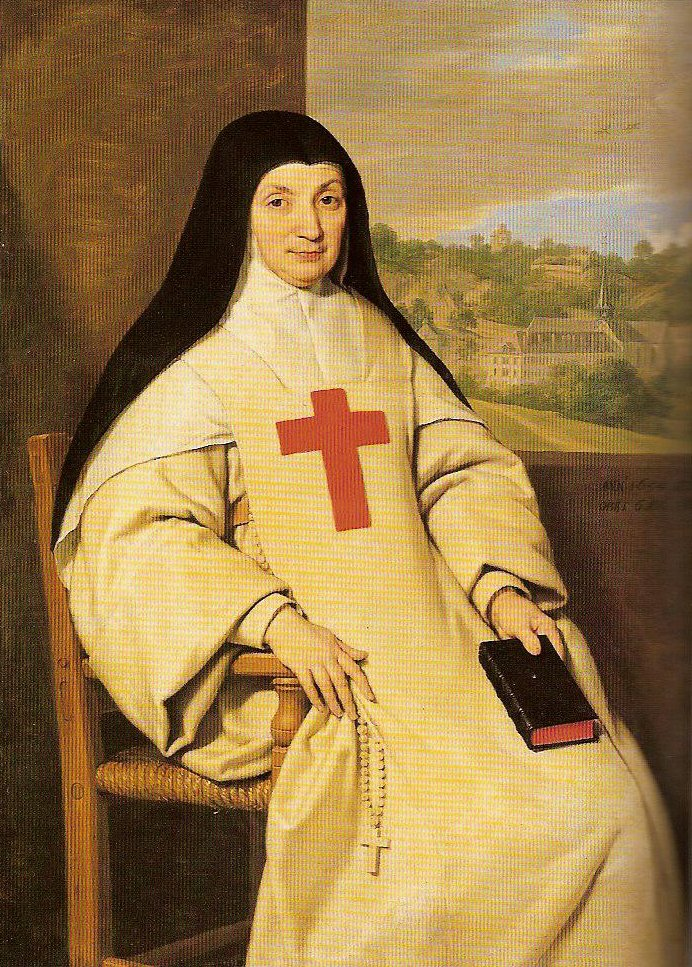
La mère Angélique, portrait par Philippe de Champaigne.

Le 25 septembre 1609, Jacqueline Arnauld, très jeune abbesse du monastère de Port-Royal des Champs, décide de montrer la volonté de réforme qu'elle est en train d'introduire dans son monastère (dans la droite ligne du concile de Trente) en refusant de recevoir sa famille à l'intérieur de la clôture monastique.
Cette journée est l'aboutissement de réformes entreprises quelque temps plus tôt, et notamment depuis la visite d'un capucin au monastère en 1608. Vivement frappée par le sermon de cet ecclésiastique l'abbesse commence sa réforme monastique par une mise en œuvre du respect de la clôture qui impose que l'intérieur du monastère soit interdit aux personnes extérieures. En effet cette règle était enfreinte dans de nombreux cas, car les familles des religieuses étaient souvent présentes dans les bâtiments monastiques.
La situation de Jacqueline Arnauld (en religion mère Angélique), est particulière. La jeune femme est alors âgée de seulement 18 ans. Son père, le grand avocat Antoine Arnauld, est un protecteur du monastère. C'est lui qui a insisté pour que sa fille devienne abbesse malgré son jeune âge. Il a mis une partie importante de sa fortune à la disposition du monastère. Il se pense donc au-dessus des exigences que sa fille impose au reste des familles des religieuses.
Or, après avoir rétabli la mise en communauté des biens des religieuses, le respect de la pauvreté et la vie en communauté, la jeune abbesse décide de remettre en vigueur la stricte clôture monastique.
Ainsi, lorsque son père et sa famille viennent lui rendre visite le 25 septembre 1609, elle refuse de les recevoir. Son père tonne, exige de rentrer dans le monastère, mais elle reste inflexible, allant jusqu'à refuser de le rencontrer au parloir. Antoine Arnauld, après réflexion, comprend la réaction de sa fille et s'en retourne.

## Le déroulement de la journée vu par Sainte-Beuve
Charles-Augustin Sainte-Beuve, dans son Port-Royal, fait de cette journée une description dramatique qui a fortement contribué à la promotion mythique de cette journée. Hors des écrits émanant des admirateurs jansénistes, mais prenant appui sur elles, c'est un des seuls à se pencher attentivement sur le déroulement de la journée.
Il inscrit cette journée dans un mouvement plus long de réforme du monastère, longuement mûri par la mère Angélique :

« Mais le grand point à gagner dans la réforme du monastère, c'était la clôture ; une clôture exacte, absolue à l'égard du monde et à l'égard de la famille, sans excepter M. Arnauld. La mère Angélique se munissait de longue main pour cette résolution capitale. »

Sainte-Beuve fait ensuite une description très théâtrale de l'entrevue avec Antoine Arnauld, qui donne une image forte de cet épisode :

« Ce jour indiqué, sur l'heure du dîner, de dix à onze heures, les religieuses étant au réfectoire, le bruit du carrosse, qui entrait dans la cour intérieure, s'entendit. […] Au premier bruit, chacune au-dedans (de celles qui étaient dans le secret) courut à son poste. Dès le matin, les clés avaient été retirées des mains des tourières par précaution et par peur de surprise, tout comme dans un assaut. La mère Angélique, qui s'était mise depuis quelque temps à prier dans l'église, en sortit, et s'avança seule vers la porte de clôture, à laquelle M. Arnauld heurtait déjà. Elle ouvrit le guichet. Ce qui se passa exactement entre eux dans ce premier moment et leurs paroles mêmes, on ne le sait qu'à peu près, car tout le monde du dedans s'était retiré, laissant le colloque s'accomplir décisif et solennel. M. Arnauld commandait d'ouvrir : la mère Angélique dut tout d'abord prier son père d'entrer dans le petit parloir d'à côté, afin qu'à travers la grille elle lui pût parler commodément et se donner l'honneur de lui justifier ses résolutions. Mais M. Arnauld n'entendit pas deux fois cette prière. Il tombe des nues à une telle audace dans la bouche de sa fille, il s'emporte et frappe plus violemment, redoublant son ordre avec menace. Madame Arnauld, qui était à deux pas, se mêle aux reproches, et appelle sa fille une ingrate. M. d'Andilly, dans tout son feu d'alors, le prend encore plus haut que les autres ; il s'écrie au monstre et au parricide, comme aurait fait son père dans un plaidoyer ; il interpelle les religieuses absentes, les exhorte à ne pas souffrir qu'un homme comme son père, une famille comme la leur, à qui elles ont tant d'obligations de toutes sortes, essuie chez elles un tel affront. »

Sainte-Beuve raconte ensuite comment le bruit de la dispute s'étend dans le monastère. Certaines religieuses soutiennent leur jeune abbesse, d'autres prennent le parti de la famille Arnauld. Antoine Arnauld, ne pouvant se faire obéir de sa fille, exige que ses deux plus jeunes filles, Agnès et Marie-Claire, sortent du monastère. Angélique les fait sortir par une porte de derrière, pour ne pas avoir à faire ouvrir la grande porte du couvent. Sainte-Beuve rapporte alors des mots qu'aurait dit la jeune Agnès Arnauld, future coadjutrice de sa sœur :

« Celle-ci (…) grave et haute comme une Infante, l'interrompit (son père), et répondit que sa sœur, après tout, ne faisait que ce qu'elle devait et ce qui lui était prescrit par le concile de Trente. »

Avant de repartir, Antoine Arnauld rencontre sa fille au parloir. Tous deux, selon Sainte-Beuve, sont très affectés par cette scène. La jeune Angélique se trouve mal, est secourue par les religieuses. Son père se rend alors compte de l'importance de la clôture pour les religieuses, et entame une discussion plus sereine avec sa fille, seulement troublée par l'intervention du religieux qui avait engagé l'abbesse à refuser de laisser entrer son père. Les choses s'apaisent, et un modus vivendi est mis en place pour la suite :

« Après cela, on accommoda les choses, et l'on eut permission de l'abbé de Cîteaux de le faire entrer pour qu'il donnât ordre aux bâtiments et aux jardins lorsque ce serait nécessaire, le cloître seul excepté. »

Sainte-Beuve conclut son récit en disant que « Quant à la journée du 25 septembre 1609, on la baptisa solennellement dans les fastes de Port-Royal la journée du Guichet… »

## L'importance symbolique de la journée du Guichet
Cet épisode, s'il est finalement anecdotique dans l'histoire religieuse du XVIIe siècle en France, a toutefois une importance particulière à cause du retentissement qu'il prend. Il devient le symbole de la renaissance de l'Église catholique française dans la lignée du concile de Trente. Comme à la même époque Jeanne de Chantal, Pierre de Bérulle ou François de Sales, la mère Angélique devient un symbole de la volonté de purifier et de restaurer la vie consacrée.
Royer-Collard parle ainsi d'une « date dans l'histoire de l'esprit humain ».
Pour les jansénistes des XVIIe et XVIIIe siècles, cette journée est un évènement majeur, qui est commémoré comme le début du redressement de Port-Royal, et surtout comme une preuve de la sainteté de la mère Angélique, ainsi que comme une marque de la ténacité de cette jeune femme contre les tentations mondaines.
Le récit de Sainte-Beuve en fait un épisode fondateur de la vie de la mère Angélique, et comme une préfiguration de la ténacité de l'abbesse lors des conflits futurs avec Louis XIV ou l'Église.
Mais dans les ouvrages historiques postérieurs, la journée du Guichet tient une place beaucoup plus réduite. Elle apparaît plus comme un évènement qui signe l'entrée « officieuse » du monastère dans l'ère de la Réforme catholique, dont elle serait un exemple caractéristique.